# Райт, Невилл
Невилл Райт (англ. Neville Wright, 21 декабря 1980, Эдмонтон) — канадский бобслеист, разгоняющий, выступает за сборную Канады с 2009 года. Участник двух зимних Олимпийских игр, неоднократный победитель национального первенства, призёр многих этапов Кубка мира. Прежде чем перейти в бобслей, на профессиональном уровне занимался лёгкой атлетикой.

## Биография
Невилл Райт родился 21 декабря 1980 года в городе Эдмонтон, провинция Альберта, был седьмым ребёнком в семье. С детства увлёкся спортом, активно занимался лёгкой атлетикой, в основном бегом на спринтерские дистанции, после школы поступил в Альбертский университет на факультет физической культуры и спорта, состоял в университетской легкоатлетической команде «Альбертские золотые медведи». В 2008 году в беге на 100 м выиграл бронзовую медаль на канадском первенстве и на летней Универсиаде, попал в двадцатку лучших молодых спортсменов Эдмонтона. Год спустя решил попробовать себя в бобслее, без проблем прошёл отбор в национальную сборную и в качестве разгоняющего присоединился к экипажу именитого пилота Пьера Людерса. Уже в ноябре 2009 года дебютировал в Кубке мира, на первом своём этапе в американском Парк-Сити занял девятое место среди двоек и десятое среди четвёрок, через неделю выиграл бронзовую медаль на этапе в Лейк-Плэсиде в программе смешанных состязаний по бобслею и скелетону.
Благодаря череде удачных выступлений удостоился права защищать честь страны на зимних Олимпийских играх 2010 года в Ванкувере, где в составе четырёхместного экипажа, куда кроме Людерса вошли также разгоняющие Джастин Криппс и Джесси Ламсден, финишировал пятым. После Олимпиады Людерс принял решение завершить карьеру, поэтому Райт перешёл в команду пилота Линдона Раша, с которым на домашнем этапе Кубка мира в Уистлере сразу же завоевал серебро. Позже пополнил послужной список несколькими бронзовыми медалями, а в феврале 2011 года впервые поучаствовал в заездах взрослого чемпионата мира — на трассе немецкого Кёнигсзее занял девятое место с двойкой и шестое с четвёркой. В следующем сезоне на этапах Кубка мира почти всегда попадал в десятку сильнейших, на мировом первенстве 2012 года в Лейк-Плэсиде в зачёте четырёхместных экипажей был седьмым.
В 2014 году Райт побывал на Олимпийских играх в Сочи, где финишировал девятым в программе четырёхместных экипажей.